# Centro de Energia Nuclear na Agricultura da Universidade de São Paulo
O Centro de Energia Nuclear na Agricultura (CENA) foi fundado em 1966, com o objetivo de se realizar "pesquisa avançada de energia nuclear na agricultura" . Localizado em Piracicaba, interior de São Paulo, é uma unidade especializada da Universidade de São Paulo, funcionando junto à Escola Superior de Agricultura "Luís de Queiróz - ESALQ/USP.
Além de ser considerado um centro acadêmico de excelência internacional, o CENA trabalha junto à comunidade fornecendo serviços importantes, como a realização de análises de alimentos para exportação, desenvolvimento de novas variedades de alimentos e irradiação de alimentos com fins de conservação.

## Características do CENA
O CENA possui atualmente mais de 60 mil metros quadrados , com prédios construídos entre árvores num estilo paisagístico agradável. Conta com mais de 18 laboratórios altamente equipados e uma equipe de mais de 300 pessoas, que visam atender o lema da instituição "Melhorar a qualidade de vida, gerando e difundindo conhecimentos relacionados à agropecuária e ao ambiente" .
Atualmente o CENA possui convênios com mais de 24 centros de pesquisa internacionais, além de 11 brasileiros. Entre estes convênios, encontram-se o "Projeto BIOTA", da FAPESP, que estuda diversos ecossistemas para compreender seu funcionamento e também meios de se praticar a conservação ambiental, sem ignorar a possibilidade de sua exploração econômica.

## Histórico do CENA
No início da década de 50, o interesse na área de estudos da energia nuclear fez com um grupo de pessoas ligadas a ESALQ começasse a cogitar a ideia da aplicação desta energia no campo da agricultura. Durante os anos de 1953 à 1958, pequenos estudos começaram a ser colocados em prática na universidade, principalmente pelos Profs. Eurípedes Malavolta, Admar Cervellini e Otto Jesu Crocomo, além de outros interessados na área.
Graças a estes estudos pioneiros e a aquisição de equipamentos importantes para estudos nucleares, como um contador Geiger-Müller e um espectrômetro de massas, trazido por seu inventor C.C. Delwiche, aliados a publicação de mais de vinte trabalhos realizados com o auxílio da energia nuclear, começou-se a se pensar em concentrar os estudos em um único local. Desta forma, seria possível a utilização racional dos equipamentos, além de uma maior integração entre os cientistas. Decidiu-se então a proposta da criação do CNENA (Centro Nacional de Energia Nuclear na Agricultura). Em 1o de Agosto de 1962 oficializou-se a instituição junto ao CNEN.
Nos seus dois anos de funcionamento, a instituição fez diversas pesquisas, além de instalar equipamentos, realizar cursos internacionais e estabelecer contato com diversos cientistas do Brasil. Em 1964, o CNENA teve suas atividades encerradas, devida a suspensão pelo governo de todas os convênios vigentes para a reestruturação da política nuclear brasileira. Durante algum tempo, a equipe de Cervellini continuou seus trabalhos para a formalização e reestruturação da instituição, sendo então oficializado, em 22 de Setembro de 1966, o Centro de Energia Nuclear na Agricultura da Universidade de São Paulo.

## Laboratórios do CENA
Três órgãos compõe as Divisões Científicas do CENA, sendo cada órgão responsável por um número de laboratórios:
Desenvolvimento de Métodos e Técnicas Analíticas e Nucleares - DVTEC
- Carbono 14
- Instrumentação Nuclear
- Isótopos Estáveis
- Química Analítica
- Radioisótopos

Funcionamento de Ecossistemas Tropicais - DVECO
- Biogeoquímica Ambiental
- Ecologia Isotópica
- Ecotoxicologia
- Física do Solo
- Geoprocessamento e Tratamento de Imagens
- Ecologia Aplicada

Produtividade Agroindustrial e Alimentos - DVPROD
- Biologia Celular e Molecular
- Biotecnologia Vegetal
- Fertilidade do Solo
- Histopatologia Biologia Estrutural de Plantas
- Irradiação de Alimentos e Radioentomologia
- Melhoramento de Plantas
- Nutrição Animal
- Nutrição Mineral de Plantas

## Pós-Graduação
Além de atuar com pesquisas desenvolvidas pelos Docentes da instituição, o CENA também atua na área de Pós-Graduação, com parte de suas pesquisas sendo desenvolvidas por alunos de Mestrado, Doutorado e Pós-Doutorado . Atualmente mais de 33 alunos participam do Mestrado, e mais de 80 fazem doutorado.
Na última avaliação trienal (2004-2006) realizada pela CAPES, o Programa de Pós-Graduação do CENA recebeu conceito 7, o valor máximo dado nesta avaliação. 